# N-acetildiaminopimelatna deacetilaza
N-acetildiaminopimelatna deacetilaza (EC 3.5.1.47, -acetil--diaminopimelinsko kiselinska deacilaza, N-acetil--diaminopimelatna deacilaza, 6-N-acetil--2,6-diaminoheptanedioatna amidohidrolaza) je enzim sa sistematskim imenom N6-acetil--2,6-diaminoheptanedioat amidohidrolaza. Ovaj enzim katalizuje sledeću hemijsku reakciju
-acetil--2,6-diaminoheptanedioat + H2O {\displaystyle \rightleftharpoons } acetat + LL-2,6-diaminoheptanedioat

## Literatura
- Nicholas C. Price; Lewis Stevens (1999). Fundamentals of Enzymology: The Cell and Molecular Biology of Catalytic Proteins (Third изд.). USA: Oxford University Press. ISBN 019850229X.
- Eric J. Toone (2006). Advances in Enzymology and Related Areas of Molecular Biology, Protein Evolution (Volume 75 изд.). Wiley-Interscience. ISBN 0471205036.
- Branden C; Tooze J. Introduction to Protein Structure. New York, NY: Garland Publishing. ISBN 0-8153-2305-0.
- Irwin H. Segel. Enzyme Kinetics: Behavior and Analysis of Rapid Equilibrium and Steady-State Enzyme Systems (Book 44 изд.). Wiley Classics Library. ISBN 0471303097.

## Spoljašnje veze
- N-acetyldiaminopimelate+deacetylase на 